# 王環
王环（？—957年），五代十国镇州真定（今河北正定）人。
后唐天成初年，孟知祥镇西川，王环在其属下。孟知祥建立后蜀，王环典掌军卫。孟昶嗣位，王环兼领左、右卫，后来出任为凤州节度使。周世宗攻凤州，王环曾屡败后周军队，显德二年（955年），周世宗伐后蜀，秦州（今甘肃秦安）被围，王环援兵。秦州、成州、阶州皆降，王环独坚守百余日，直至力屈城破被擒。周世宗以王环忠於所事，释免其罪，拜其为右骁卫大将军。显德四年（957年），随周世宗南征南唐淮南，在泗州（今江苏盱眙西北）遇疾病卒。

## 延伸阅读
[在维基数据编辑]
 《舊五代史/卷129》，出自薛居正《舊五代史》
 《新五代史·卷50》，出自歐陽修《新五代史》